# Moshi (Stadt)
Moshi (Swahili; deutsch auch Moschi) ist eine Stadt im Nordosten von Tansania am Südhang des Kilimandscharo und unweit der Grenze zu Kenia. Sie ist Hauptstadt der Region Kilimandscharo und des Distriktes Moshi. Im Jahr 2022 hatte die Stadt laut Zensus etwa 220.000 Einwohner. 2019 wurde Moschi zum 7. Mal als sauberste Stadt Tansanias ausgezeichnet. Moshi ist Hauptstadt der Verwaltungsregion Kilimandscharo.

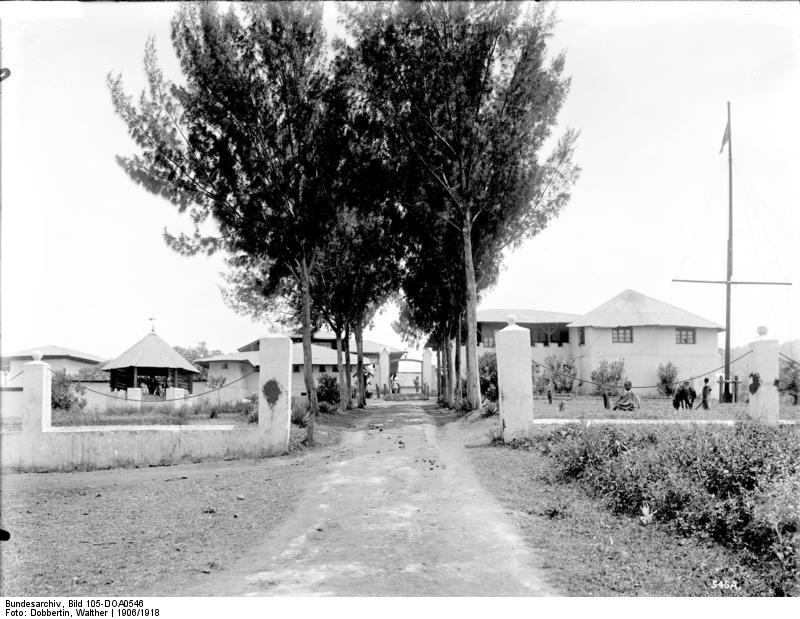
Deutsche Boma in Moschi

## Bevölkerung
Ab den 1920er Jahren, nachdem Tanganjika zu einem britischen Mandatsgebiet geworden war, erlebte Moshi ein bedeutendes städtisches Bevölkerungswachstum. Bis 1920 war die Bevölkerung der Stadt auf 3.000 Einwohner angewachsen.
Viele Menschen in Moshi und Umgebung gehören zum Volk der Dschagga. Moshi ist Universitätsstadt und verfügt über ein gut ausgestattetes Krankenhaus mit mehreren Fachbereichen am Rande der Stadt.

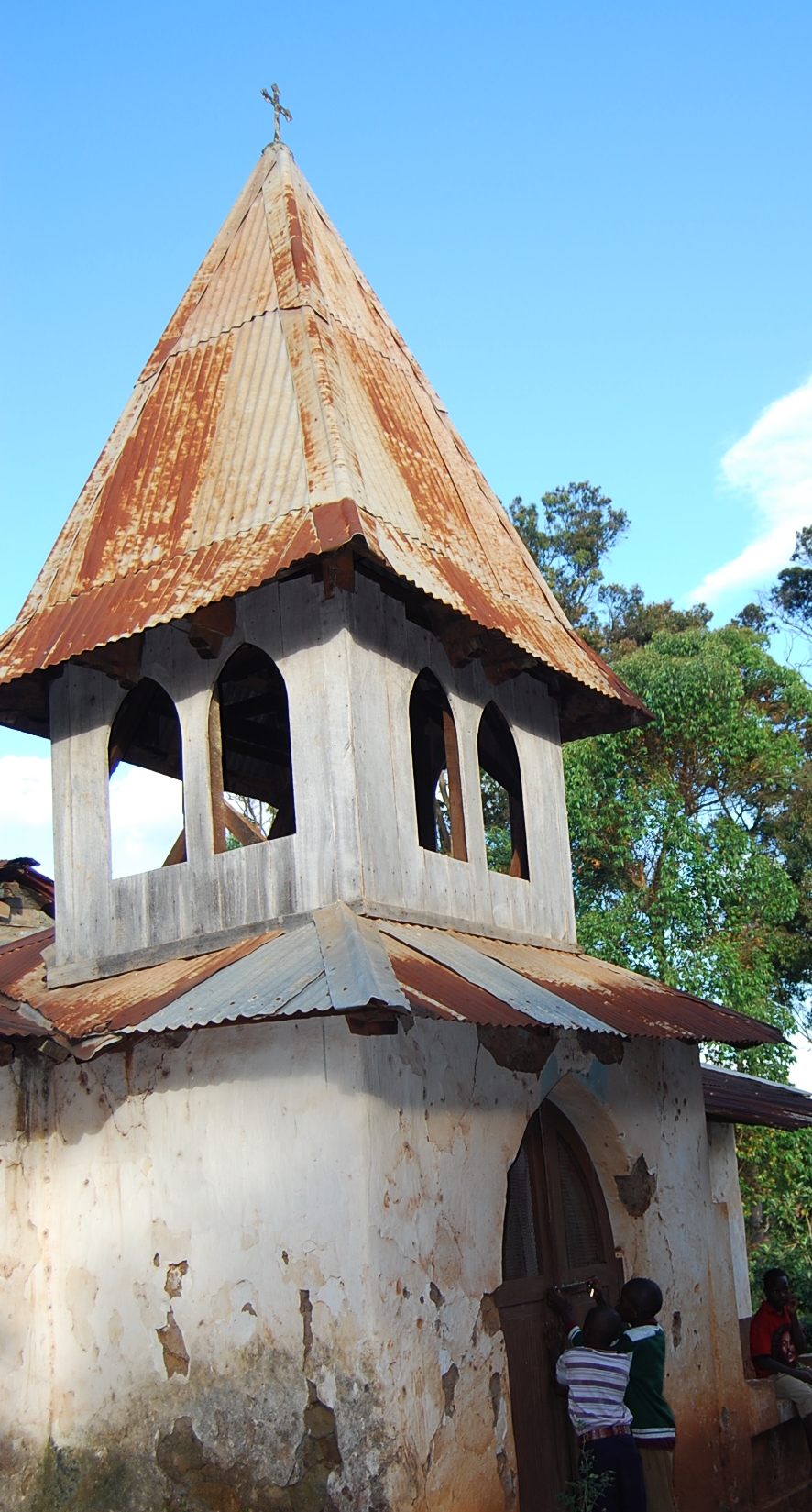
Glockenturm der 1901 fertiggestellten Kirche der Evangelisch-Lutherischen Mission zu Leipzig in Old-Moshi (Kidia)

| Volkszählung | Einwohnerzahl |
| ------------ | ------------- |
| 1978         | 52.046        |
| 1988         | 96.838        |
| 2002         | 143.799       |
| 2012         | 184.292       |
| 2022         | 221.733       |

## Geschichte
Moshi war Sitz der Boma, des Dschaggahäuptlings Mandara, im Alter auch Rindi genannt, der ab 1860 durch die Kontrolle des Karawanenweges südlich des Kilimandscharo zu Macht und Einfluss gelangte. Als die Deutschen in den 1880er Jahren ihren Einfluss von der ostafrikanischen Küste ins Inland ausdehnten, zog Mandara sie auf seine Seite, um sie gegen die anderen Dschaggaherrscher auszuspielen. So wurde das nahe Moschi gelegene Stationshaus der Deutsch-Ostafrikanischen Gesellschaft Ende der 1880er Jahre zum ersten deutschen Standort am Kilimandscharo. Moschi selbst war 1889 „ein Komplex von Kegelhütten“.
Ende des 19. Jahrhunderts kamen, im Schutze der deutschen Truppen, katholische und lutherische Missionare in die Gegend um Moschi (katholische Missionierung am Osthang, lutherische Missionierung am Westhang des Kilimandscharo), was zudem eine längerfristige Wirkung ausübte, die dazu führte, dass das Niveau des Bildungssystems in der Stadt über dem des Landes liegt. Mit den Missionaren kam auch der Arabica-Kaffee in die Gegend, der für die regionale Wirtschaft große Bedeutung erlangte.
Im Februar 1891 wurde von Hermann von Wissmann der Hauptwiderstand gegen die deutsche Herrschaft im Kilimandscharo-Gebiet durch die Erstürmung der nahe Moschi gelegenen Boma Kiboscho (Kibosho) des Häuptlings Sinna mittels deutschen Kolonialtruppen – und auch von beteiligten Kriegern aus Moschi von Mandara – gebrochen.
Der Sohn Mandaras, Meli, wandte sich nach dem Tode seines Vaters 1891 gegen die Willkürherrschaft des im gleichen Jahr als „Reichskommissar für das Kilimandscharo-Gebiet“ eingesetzten Carl Peters und vertrieb die Deutschen aus Moschi. 1892 gelang es Meli, einen Angriff deutscher Kolonialtruppen auf seine Boma in Moschi zurückzuschlagen, aber 1893 erlag er deren Übermacht. Moschi wurde Verwaltungssitz eines Bezirksamtes der deutschen Kolonialverwaltung.
Pater Schneider, ein Missionar, der während dieser Zeit in Ostafrika tätig war, stellte fest, dass Moshi bis 1906 zu einem bedeutenden politisch-militärischen und wirtschaftlichen Zentrum herangewachsen war. Die Stadt beherbergte sowohl deutsche Kolonialbehörden als auch griechische und indische Händler.
Mit dem Bau der Usambarabahn, die 1911 Moschi erreichte – damals hatte Moschi etwa 800 Einwohner , verlagerte sich der Ort allmählich etwa 6 km bergab ins „neue“ Moschi (Neu Moschi), wo der Bahnhof gebaut worden war, während das historische Zentrum als Old Moshi heute am nördlichen Stadtrand liegt.
Im Ersten Weltkrieg wurden Anfang November 1914 in Neu Moschi die deutschen Truppen versammelt, die an der Nordgrenze von Deutsch-Ostafrika standen, und über die Eisenbahnlinie nach Tanga verlegt, wo sie die dort gelandeten britischen Truppen ins Meer zurückdrängten.
In Moshi wurde im März 1979 die Uganda National Liberation Front (UNLF) (deutsch etwa: Nationale Befreiungsfront Ugandas) von ugandischen Exilanten gegründet. Es war eine politische Gruppe, die in Opposition zu Idi Amins Terrorherrschaft stand, mit dem Ziel, diese zu beenden. Das Treffen wurde als Moshi-Konferenz bezeichnet.

## Wirtschaft
Kaffee, Yams und Bananen gehören zu den am häufigsten angebauten Nutzpflanzen, dabei sind die beiden letzteren vor allem für den Eigenbedarf (Subsistenzwirtschaft), während der Kaffee exportiert wird. Durch die Nähe zum Kilimandscharo ist der Tourismus in Moshi bedeutsam, wenn auch nicht so stark wie im etwa eine Autostunde entfernten Arusha, wo die meisten Safari-Touren in die Serengeti und zum Ngorongoro-Krater beginnen. Moshi und Arusha werden durch den Kilimandscharo International Airport bedient.
In Moshi sind zahlreiche Unternehmen ansässig, die Personal und Ausrüstung für die ganzjährig mögliche Besteigung des Kilimandscharo anbieten. Seit 2002 wird durch den Kilimanjaro Marathon der Tourismus in Moshi weiter gestärkt.

## Verkehrsanbindung
Moshi liegt an der asphaltierten Straße von Daressalaam nach Arusha, der anderen wichtigen Stadt im Nordosten des Landes. Arusha ist ca. 80 km und Holili (Grenzstadt zu Kenia) ca. 40 km entfernt. Moshi hat einen Kopfbahnhof, der den Endpunkt der Usambarabahn von Moshi nach Arusha bildet. Der Bahnhof verfügt über umfassende Gleisanlagen und Werkstätten. In ca. 30 km Entfernung, Richtung Arusha, befindet sich einer der beiden großen internationalen Flughäfen Tansanias: der Kilimanjaro International Airport.
Der Fernbusbahnhof ist de facto derzeit die einzige Station des Öffentlichen Personenfernverkehrs in Moshi.

## Bildung
In Moshi befinden sich zwei Standorte der Tumaini University und das im Jahr 1969 zunächst als International School Moshi (ISM) gegründete United World College East Africa (UWC). 2014 wurde die Mwenge Catholic University (MWECAU) gegründet.

## Klima
Die Stadt Moshi hat ein relativ stabiles Klima, welches vor allem durch die Präsenz des Kilimandscharo bestimmt wird. Dies wie auch die Höhenlage von 700 bis 950 Meter hält die Temperatur niedriger als in den umgebenden Städten. Während die Nachttemperaturen relativ konstant über das gesamte Jahr sind, durchschnittlich um 17 Grad Celsius, hat Moshi bemerkenswert hohe Tagestemperaturen während der Monate Dezember bis März.
|                        | Jan | Feb | Mär | Apr | Mai | Jun | Jul | Aug | Sep | Okt | Nov | Dez |   |      |
| Mittl. Temperatur (°C) | 25  | 25  | 25  | 24  | 22  | 20  | 20  | 20  | 21  | 23  | 24  | 24  | ⌀ | 22,7 |
| Mittl. Tagesmax. (°C)  | 33  | 33  | 32  | 29  | 26  | 25  | 25  | 26  | 28  | 31  | 31  | 32  | ⌀ | 29,2 |
| Mittl. Tagesmin. (°C)  | 17  | 17  | 18  | 19  | 18  | 16  | 15  | 15  | 15  | 16  | 17  | 17  | ⌀ | 16,7 |
|                        |     |     |     |     |     |     |     |     |     |     |     |     |   |      |
| Niederschlag (mm)      | 30  | 50  | 110 | 350 | 230 | 30  | 20  | 10  | 10  | 20  | 60  | 50  | Σ | 970  |

| 17 |

| 17 |

| 18 |

| 19 |

| 18 |

| 16 |

| 15 |

| 15 |

| 15 |

| 16 |

| 17 |

| 17 |

| 17 |

| 17 |

| 18 |

| 19 |

| 18 |

| 16 |

| 15 |

| 15 |

| 15 |

| 16 |

| 17 |

| 17 |

| N i e d e r s c h l a g | 30  | 50  | 110 | 350 | 230 | 30  | 20  | 10  | 10  | 20  | 60  | 50  |
|                         | Jan | Feb | Mär | Apr | Mai | Jun | Jul | Aug | Sep | Okt | Nov | Dez |

## Partnerstädte
- Tübingen (Deutschland)[8] und  Marburg (Deutschland)[9] sind Partnerstädte von Moshi. Partner des Distrikts Moshi Rural ist Kiel.[10]

## Persönlichkeiten
- Erasto B. Mpemba (1950–2023), Wiederentdecker des Mpemba-Effekts
- Elizabeth Mrema (* 1957), Exekutivsekretärin der UN-Konvention für biologische Vielfalt
- Chris Nielsen (* 1980), kanadischer Eishockeyspieler
- Ortrud Schaale (1914–1986), deutsche Lehrerin auf den Azoren
- Werner Schuster (1939–2001), deutscher Arzt, Medizin-Informatiker und Politiker
- Julia Weber (* 1983), Schweizer Schriftstellerin

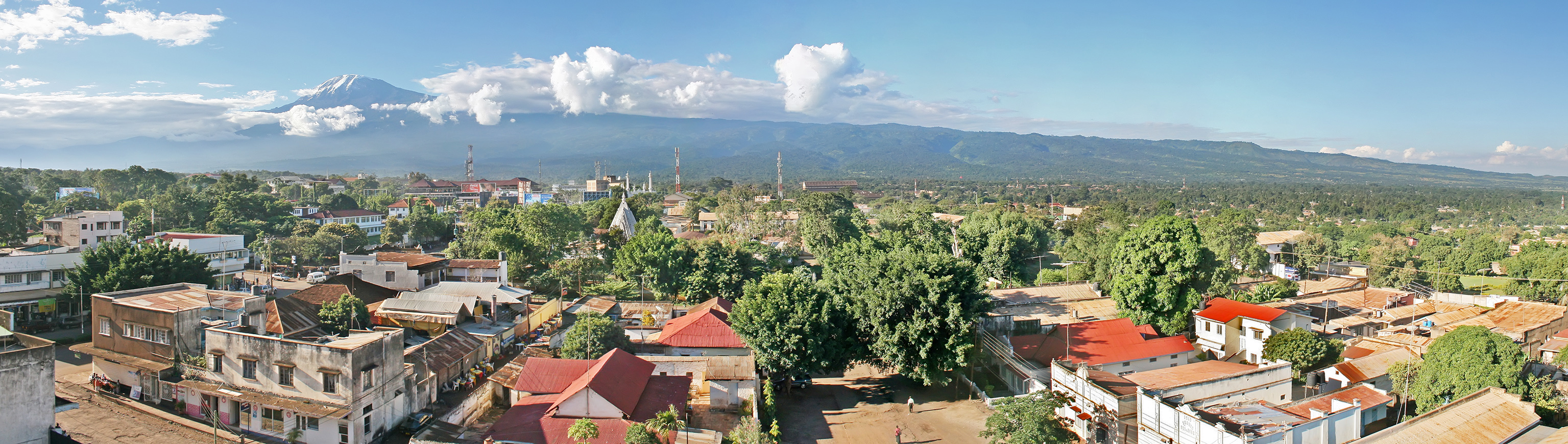
Panoramabild von Moshi mit Berg Kilimandscharo im Hintergrund